# الئونورا روماندینی
اِلئونورا روماندینی (ایتالیایی: Eleonora Romandini) بازیگر اهل ایتالیا است. وی فارغ‌التحصیل رشتۀ نظریه‌پردازی حقوق در دانشگاه میلان در مقطع کارشناسی ارشد است.
از فیلم‌ها یا مجموعه‌های تلویزیونی که وی در آن‌ها نقش داشته است، می‌توان به وایت لوتوس اشاره نمود.